# 馬托克蕉
馬托克蕉（Matoke）是一類三倍体香蕉栽培品種，起源於非洲大湖地区。這種香蕉在尚未成熟時就會採收，小心剝皮後烹煮，常見的作法是搗碎或搗成泥狀食用，因其富含澱粉，吃起來有如馬鈴薯。在烏干達與盧安達，人们将其蒸熟，所製成的香蕉泥餐點被視為兩國的國菜之一。
馬托克蕉是乌干达、肯亞、坦桑尼亚和其他大湖区国家的主要粮食作物。它們也被稱為 Mutika/Lujugira 分支。
這類中等大小的綠色香蕉，屬於特定的香蕉品系——東非高地香蕉（Musa AAA-EA），在烏干達與西肯亞的班图语中被稱為 Matoke。
烹饪香蕉長期以來一直是肯亞與烏干達维多利亚湖區，以及坦尚尼亞西部與吉力馬札羅地區的主要糧食來源。

## 名稱
馬托克蕉有多種稱呼、除Matooke以外，它在布干達稱作Amatooke 、在乌干达西南部稱Ekitookye 、西部稱Ekitooke 、东部稱Kamatore 、坦桑尼亚西北部稱Ebitooke 、卢旺达和布隆迪稱Igitoki ，亦有以其品種名稱「東非高地香蕉」稱之

## 外觀
在烏干達，東非高地香蕉可透過其假莖上眾多黑色（或較少見的棕色或古銅色）斑點，與其他香蕉品種輕易區分開來，這些斑點讓其看起來宛如拋光過的金屬。其假莖最外層的鞘呈中等綠色，覆蓋於底層粉紅至紫色的鞘之上。
其葉片呈現較深的綠色且較無光澤，這一特徵在與其他香蕉品種並排從遠處觀察時更為明顯。
花序的花梗上覆有粗毛。苞片呈卵形至披針形，外表面為紫色至棕色，內表面則為紅色，並朝基部漸變為黃色。雄花的花被為奶油色，具黃色裂片，花藥為粉紅色，柱頭則為橘色。

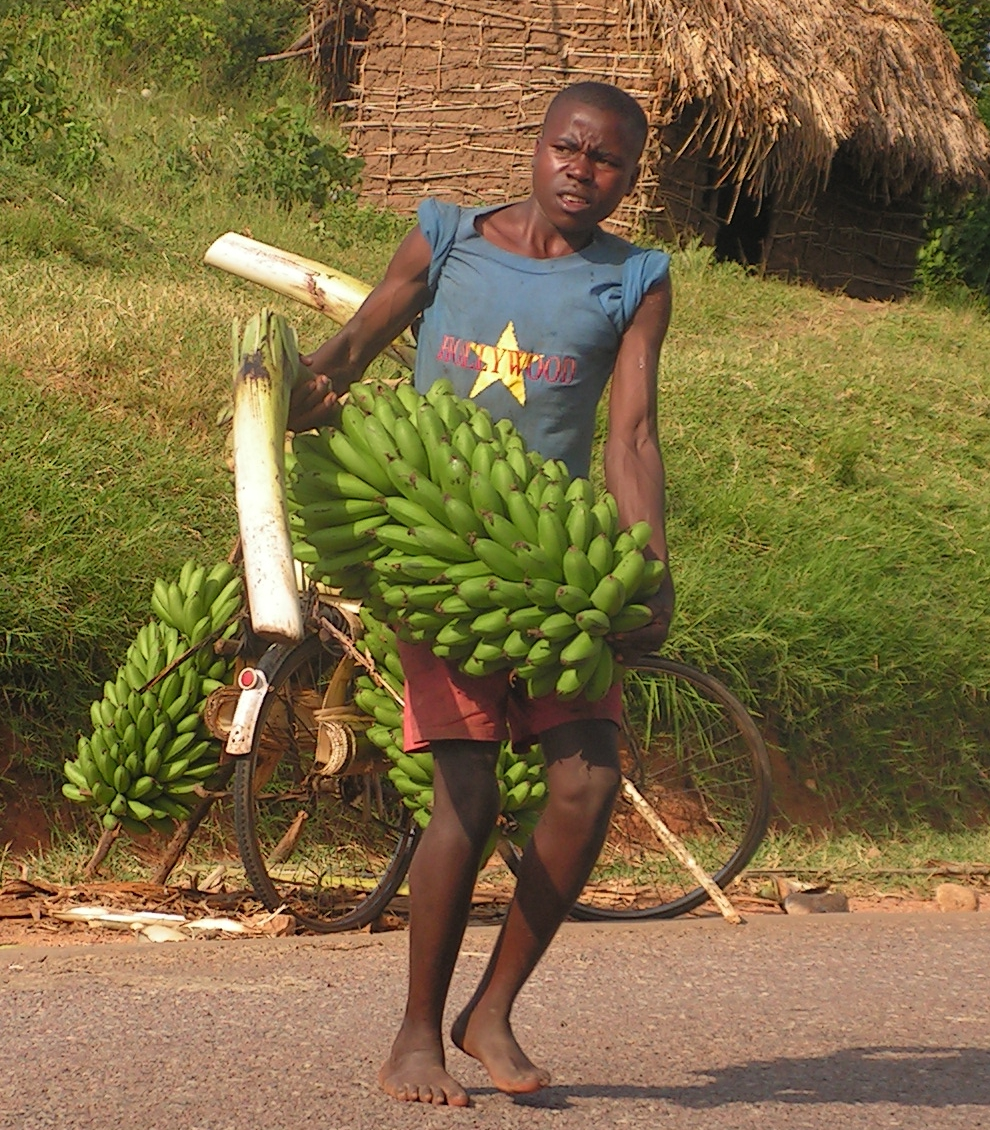
搬運香蕉者

果實向上彎曲，長度不一，外形膨大且尖端鈍圓。未成熟果實的果肉為白色，成熟後則呈奶油色。

## 分类
東非高地香蕉屬於三倍體（AAA）栽培品種，其正式學名為 Musa acuminata Colla (AAA-EA)。其同物異名包括 Musa brieyi De Wild.。其父系來源為野生香蕉小果野蕉的血蕉亞種（M. acuminata ssp. zebrina）。
東非高地香蕉是一個子群體，涵蓋約 200 個單一香蕉栽培品種（或稱克隆體）。根據其特徵，可細分為五個明確的克隆群（clone sets）：
- Mbidde（啤酒）克隆群

該克隆群包含14個品種。「Mbidde」意指「啤酒」，此群的品種主要用於釀製香蕉啤。它們的果肉苦澀，並會釋出黏稠的棕色分泌物。
- Nakitembe 克隆群
- Nakabululu 克隆群

Nakabululu 克隆群的香蕉質地柔軟，味道濃郁。它們成熟較快，但果實較小，每串的整體產量也較低。
- Musakala 克隆群

該群的特徵是果實細長，末端呈瓶頸狀。其他特徵與前三種克隆群大致相同。
- Nfuuka 克隆群

Nfuuka 克隆群的果實膨大，形狀圓潤或近似長方形，末端形狀中等。整串果實的形狀主要呈長方形。其他特徵與其他克隆群相似。此克隆群為五個中最具多樣性的，可能是因為其較易突變。其果串緊密厚重，因此比其他克隆群更常用於商業種植。
目前已知，來自東非高地香蕉子群的品種擁有超過500個當地名稱。

## 起源和分布
東非高地香蕉是在西元1至6世紀之間，可能透過貿易自東南亞早期傳入非洲。它們在遺傳上與其他AAA栽培品種明顯不同，因為它們在非洲大湖地區在地演化超過千年。此類香蕉僅見於非洲，其他地區並無分布，因此非洲大湖地區被視為香蕉多樣性的「次級中心」（以東南亞為第一中心）。東非高地香蕉在烏干達、蒲隆地與盧安達的品種多樣性尤其豐富。
然而，基因分析顯示，所有東非高地香蕉在基因上相當一致，極可能源自單一祖先克隆體，可能在過去2000年內被引入非洲後，透過營養繁殖方式大量擴張。三倍體的東非高地香蕉基因庫起源於一次單一的雜交事件，這一事件造成了在品種建立過程中的遺傳瓶頸。由於東非高地香蕉為不育品種，因此自傳入非洲以來，一直透過農民的無性繁殖代代傳播。這也促使了今天在東非各地出現、由農民和環境選育出的接近同源的體細胞突變品種（即現今各種東非高地香蕉栽培品種）。

## 經濟重要性
香蕉是非洲大湖地區極重要的主食，特別是在烏干達、坦尚尼亞、肯亞、蒲隆地與盧安達。烏干達的人均年香蕉消耗量為世界最高，每人每天約攝取0.7公斤香蕉。若加上盧安達與蒲隆地，年人均消耗量約為250至400公斤，相當於每天三到十一根香蕉。烏干達是世界第二大香蕉生產國，然而其出口量極低，多數提供國內需求。
東非高地香蕉作為食物的地位極為重要，以至於在烏干達當地，「Matoke」（或更常見的拼法 Matooke）這個詞成為「食物」的代名詞。此外，當地稱為Mbidde的一部分香蕉品種也用來釀製果汁與香蕉啤酒。

## 食用

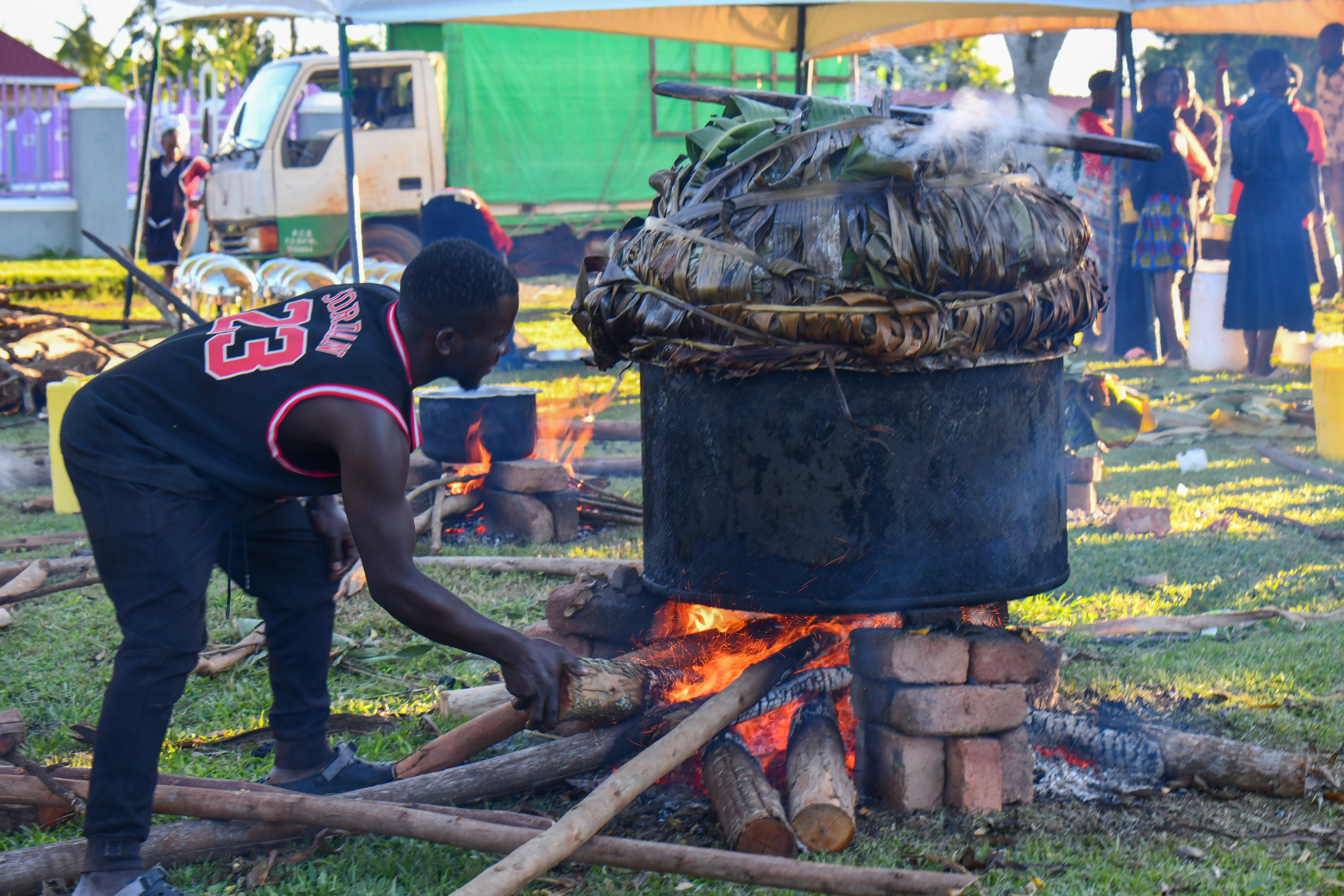
烹煮香蕉

馬托克蕉的處理方式是用刀削皮後，包裹在香蕉葉（或塑膠袋）中，放在一個稱為Sufuria（斯瓦希里語，指鍋子）中，再將鍋子置於木炭或木柴火上蒸煮數小時；蒸煮過程中需多次向鍋底加水。鍋底的香蕉莖有助於保持包裹香蕉的葉子高於水位。未煮熟的馬托克蕉呈白色且質地較硬，蒸熟後則變為柔軟且帶黃色。接著，馬托克蕉通常在葉子或袋中被搗成泥，並盛於新鮮香蕉葉上食用。一般會搭配由蔬菜、花生醬或肉類製成的醬汁食用。
在烏干達，馬托克蕉也常被用來製作一種受歡迎的早餐料理 Katogo。Katogo通常是將去皮香蕉與花生或牛肉一起煮成一道菜，有時也會使用內臟或山羊肉等食材。

## 另見
- 香蕉
- 烹饪大蕉
- 芭蕉
- 象腿蕉属
- 野蕉